# Haji Bektash al-Wali
Haji Bektash al-Wali (tyrkisk: Hacı Bektaş-ı Veli) (1209 – 1271) var en tyrkisk-talende muslimsk mystiker (sufi), født i Nishabur i Iran. Han har lagt navn til bektashi-ordenen, og anses af alevitterne som en af de første spredere af alevismen.
Han er begravet i den tyrkiske by Hacıbektaş i provinsen Nevşehir. Hacıbektaş er i dag et pilgrimssted for alevitter og bektashitter.

## Baggrund
Det mest udtømmende historiske værk omkring Haji Bektashs liv, er Vilâyetnâme, som menes at være skrevet i 1400-tallet. Dette værk anses generelt at være korrekt og troværdigt blandt bektashitter, og dets indhold stemmer overens med bektashitternes version af Haji Bektashs livsberetning.
Ifølge Vilâyetnâme, nedstammede Haji Bektashs slægt fra den syvende imām, Mūsā al-Kāzim (d. 799). På grund af forfølgelse og undertrykkelse, flygtede nogle af Mūsā al-Kāzims børn til Khorasan-området, hvor de blev varmt modtaget af det lokale folk. En af disse sønner, Ibrahim el-Mucap, blev hersker over et område i Khorasan.
I de eksisterende versioner af Vilâyetnâme er der dog ikke yderligere oplysninger om slægtslinjen, der fortsætter herfra og ned til Musa-i Sani, som var Haji Bektashs farfar. Men de manglende led er oplyst i en anden kilde, hvor det ses at Haji Bektash nedstammede fra Imām ʿAlī i 17. generation:
- 1.. Imām ʿAlī
- 2.. Imām Husayn
- 3.. Imām Zayn al-ʿĀbidīn
- 4.. Imām Muhammad al-Bāqir
- 5.. Imām Jaʿfar al-Sādiq
- 6.. Imām Mūsā al-Kāzim
- 7.. Ibrâhîm al-Mukarram al-Mucâb
- 8.. Hasen1
- 9.. Muhammed
- 10. Mehdî
- 11. Ibrâhîm²
- 12. Hasen
- 13. Ibrâhîm
- 14. Muhammed
- 15. Ishak
- 16. Mûsâ
- 17. Ibrâhim al-Sânî
- 18. Haji Bektash al-Wali

Haji Bektashs mor var Hatem Hatun, som var datteren af en af Nishaburs kendte lærde.
1Ifølge en alternativ kilde er dette led angivet som Husayn.
²I den alternative kilde findes dette led ikke.

## Haji Bektashs liv
Ifølge nogle gamle stamtræer, angives Haji Bektashs rigtige navn som Muhammed, hvilket der dog hersker tvivl om. Haji Bektash blev ifølge Vilâyetnâme, født på mirakuløs vis og allerede som spædbarn udviste han overraskende færdigheder.
Som 4-årig blev han taget til oplæring af Loqman Perende, som menes at være en af Ahmed Yasawis apostle (halife). Haji Bektash gennemgik herefter en lang spirituel uddannelse.
På grund af adskillige mirakuløse begivenheder, blev han først tildelt tilnavnet "Hünkâr" (herre) og derefter "Hacı" (pilgrim).
Senere blev han sendt til Anatolien af sine spirituelle leder. Ifølge beretningen, kastede Haji Bektash en stor brændende træpind op i luften for at bestemme sit næste opholdssted. Pinden viste sig at lande i landsbyen Suluca Karahöyük, hvor Haji Bektashs tekke i dag befinder sig. Uden for tekke'en findes i dag et stort morbærtræ, som af alevitter og bektashitter menes at være vokset ud af den brændende træpind.
Efter et stykke tid møder Haji Bektash en kvinde, senere kendt som Kadıncık Ana. Kadıncık Ana opnåede med tiden en høj status ved siden af Haji Bektash. Hendes hus findes stadig i Hacıbektaş, men lader dog til ikke at være åbnet for turisme endnu.
Haji Bektash er også kendt for at have sendt en masse apostle (halife) til forskellige egne af Anatolien og Balkan som missionærer. I alt 36.000 apostle drog af sted, mens kun 360 blev tilbage sammen med Haji Bektash. Spor af disse helgener kan stadig findes i de pågældende lokalområder. For eksempel findes Hacım Sultans mausoleum i Uşak-området, som også bekræfter informationerne fra Vilâyetnâme.

## Haji Bektashs lære
Haji Bektashs lære kan findes i hans eget værk kaldt Makâlât. Den originale udgave af værket var oprindeligt skrevet på arabisk, men blev i 1409 oversat til tyrkisk af poeten Hatipoğlu. Det er dog kun den tyrkiske udgave, som stadig findes i dag.